# ホスホリボシルアミン
ホスホリボシルアミン（phosphoribosylamine）または5-ホスホリボシルアミン（5PRA）は、プリン代謝における中間体である。イノシン酸(IMP)の前駆体で、ホスホリボシル二リン酸(PRPP)から生成する。